# Marcelo Saraiva
Marcelo Andrés Saraiva Valencia (17 maggio 2002) è un calciatore guatemalteco, centrocampista svincolato.

## Carriera

### Club
Il 7 gennaio 2021, Saraiva viene acquistato dal Nottingham Forest, che lo inserisce nel suo settore giovanile, firmando un contratto valido fino al giugno 2022. In precedenza, ha giocato in Brasile nei settori giovanili del Flamengo e dell'Internacional, ma ha lasciato quest'ultimo club nel settembre 2020 per cercare fortuna in Europa a seguito della domanda per ottenere il passaporto portoghese.

### Nazionale
Il 16 novembre 2019 esordisce con la nazionale guatemalteca giocando l'incontro di CONCACAF Nations League vinto 5-0 contro Porto Rico.

## Statistiche

### Cronologia presenze e reti in nazionale
| Cronologia completa delle presenze e delle reti in nazionale ― Guatemala | Cronologia completa delle presenze e delle reti in nazionale ― Guatemala | Cronologia completa delle presenze e delle reti in nazionale ― Guatemala | Cronologia completa delle presenze e delle reti in nazionale ― Guatemala | Cronologia completa delle presenze e delle reti in nazionale ― Guatemala | Cronologia completa delle presenze e delle reti in nazionale ― Guatemala | Cronologia completa delle presenze e delle reti in nazionale ― Guatemala | Cronologia completa delle presenze e delle reti in nazionale ― Guatemala |
| Data                                                                     | Città                                                                    | In casa                                                                  | Risultato                                                                | Ospiti                                                                   | Competizione                                                             | Reti                                                                     | Note                                                                     |
| ------------------------------------------------------------------------ | ------------------------------------------------------------------------ | ------------------------------------------------------------------------ | ------------------------------------------------------------------------ | ------------------------------------------------------------------------ | ------------------------------------------------------------------------ | ------------------------------------------------------------------------ | ------------------------------------------------------------------------ |
| 16-11-2019                                                               | Città del Guatemala                                                      | Guatemala                                                                | 5 – 0                                                                    | Porto Rico                                                               | CONCACAF Nations League 2019-2020 - Fase a gironi                        | -                                                                        | 75’                                                                      |
| 21-11-2019                                                               | Coatepeque                                                               | Guatemala                                                                | 8 – 0                                                                    | Antigua e Barbuda                                                        | Amichevole                                                               | -                                                                        | 60’                                                                      |
| Totale                                                                   |                                                                          | Presenze                                                                 | 2                                                                        |                                                                          | Reti                                                                     | 0                                                                        |                                                                          |